# 木曽川町内割田
木曽川町内割田（きそがわちょううちわりでん）は、愛知県一宮市の町丁。

## 地理

### 小字
| - 一の通り（いちのとおり） - 杁ノ戸南（いりのとみなみ） - 鍵田（かぎた） - 祭勝（さいかち） - 三反田（さんたんだ） - 寺前（てらまえ） - 二の通り（にのとおり） - 墓東（はかひがし） | - 八荷丸（はつかまる） - 古川筋（ふるかわすじ） - 南出（みなみで） - 宮ノ腰（みやのこし） - 屋敷（やしき） - 渡り戸（わたりど） - 高田杁ノ戸川田（たかだいりのとかわた） |

## 歴史
葉栗郡内割田村を前身とする。
- 1889年（明治22年）10月1日 - 町村制の施行に伴い、黒田村の大字内割田となる。
- 1894年（明治27年）12月27日 - 黒田村の町制施行に伴い、黒田町の大字となる。
- 1910年（明治43年）2月11日 - 黒田町改称に伴い、木曽川町の大字となる。
- 1889年（平成22年）4月1日 - 木曽川町が一宮市に編入され、同市の木曽川町内割田となる。

## 世帯数と人口
2019年（平成31年）4月30日現在の世帯数と人口は以下の通りである。
| 町丁           | 世帯数  | 人口    |
| -------------- | ------- | ------- |
| 木曽川町内割田 | 513世帯 | 1,281人 |

### 人口の変遷
国勢調査による人口の推移
| 2005年（平成17年） | 1,228人 | [ 5 ] |  |
| 2010年（平成22年） | 1,187人 | [ 6 ] |  |
| 2015年（平成27年） | 1,266人 | [ 7 ] |  |

## 小・中学校の学区
市立小・中学校に通う場合、学区は以下の通りとなる。
| 番・番地等 | 小学校             | 中学校               |
| ---------- | ------------------ | -------------------- |
| 全域       | 一宮市立黒田小学校 | 一宮市立木曽川中学校 |

## 交通
道路
- 愛知県道190号名古屋一宮線（岐阜街道、鮎鮨街道）
- 岐阜県道・愛知県道193号大垣江南線

## 施設
- 一宮市役所木曽川庁舎北緯35度20分13.7秒 東経136度46分41.2秒 / 北緯35.337139度 東経136.778111度
- 木曽川郵便局北緯35度20分19.9秒 東経136度46分38.2秒 / 北緯35.338861度 東経136.777278度
- 護国神社

## その他

### 日本郵便
- 郵便番号 : 493-0006[3]（集配局：木曽川郵便局[9]）。

## 参考資料
- 『角川日本地名大辞典 23 愛知県』、角川書店、1989年。
- 『日本歴史地名大系 23 愛知県の地名』、平凡社、1981年。